# Edward Zwick
Edward Zwick (Winnetka, Illinois; 8 de octubre de 1952) es un director, guionista y productor estadounidense que ha trabajado en una gran cantidad de películas para la televisión y para el cine y ha sido nominado dos veces a un Globo de Oro.

## Biografía
Zwick trabajó como aprendiz en el Festival de la Academia de Lake Forest, posteriormente se graduó en la Universidad de Harvard y recibió la beca «Rockefeller Fellowship» para estudiar en Europa.
En los años 1970 acudió al American Film Institute y en 1976 rueda el cortometraje Timothy and the Angel, que ganó el primer premio en el certamen de estudiantes de cinematografía en el Festival de Cine de Chicago. Eso lo llevó a escribir y dirigir algunos episodios de la serie televisiva Family.
En 1980 recibe su primera nominación al Emmy por su trabajo de productor en la serie Family. Tres años más tarde dirige, produce y coescribe el telefilme Special Bulletin, por el cual obtiene dos Premios Emmy y una nominación como mejor director.
En 1986 debuta en el cine con ¿Te acuerdas de anoche?, una película romántica con Demi Moore y Rob Lowe.
Unos años después hizo algunos episodios para la serie de televisión Treinta y tantos.
En 1989 hace uno de sus trabajos más reputados, Tiempos de gloria, por el cual recibe una nominación a los Globos de Oro al mejor director. Se trata de una película ambientada en la guerra civil estadounidense y que cuenta con la colaboración de Denzel Washington, quien consigue un Óscar como mejor actor de reparto. Edward Zwick también contó con Denzel Washington en la película En honor a la verdad (1996) y en el thriller de acción Estado de sitio (1998).
En 1994 produce y dirige Leyendas de pasión junto a actores de la talla de Brad Pitt, Anthony Hopkins, Aidan Quinn, Julia Ormond y Henry Thomas; por esta película consigue su segunda nominación a los Globos de Oro al mejor director.
Zwick ha admitido ser un admirador de la cultura japonesa; por eso no es de extrañar que en 2003 dirigiera El último samurái, con la presencia de Tom Cruise, Ken Watanabe y Billy Connolly; la película está ambientada en el Japón del siglo XIX y destaca el honor, la valentía, la amistad y el deber de su pueblo para proteger a su historia y su cultura.
En 2007 dirige y produce Diamante de sangre, una película de drama y aventura con Leonardo DiCaprio, Jennifer Connelly y Djimon Hounsou. La cinta trata sobre la trama de los diamantes de sangre que sirven para sufragar los gastos de las guerras civiles africanas; el filme fue nominado a cinco premios de la Academia.

## Filmografía
- 1983 - Special Bulletin
- 1986 - About Last Night
- 1989 - Glory
- 1992 - Leaving Normal
- 1994 - Leyendas de pasión
- 1996 - Courage Under Fire
- 1998 - The Siege
- 2003 - El último samurái
- 2006 - Diamante de sangre
- 2008 - Defiance
- 2010 - Love and Other Drugs
- 2014 - Pawn Sacrifice
- 2016 - Jack Reacher: Never Go Back

## Premios y distinciones
Premios Óscar
| Año  | Categoría      | Película            | Resultado |
| ---- | -------------- | ------------------- | --------- |
| 1999 | Mejor Película | Shakespeare in Love | Ganador   |
| 2001 | Mejor Película | Traffic             | Nominado  |